# Бомбардировки на Токио
Бомбардирането на Токио е извършено от американските военновъздушни сили по време на Тихоокеанската война, част от Втората световна война, и е най-разрушителната бомбардировка на град в историята.

## Нападение на Дулитъл
Първата бомбардировка над Токио е Рейдът на Дулитъл на 18 април 1942 г., когато шестнадесет В-25 излитат от самолетоносач, с цел да атакуват предварително плануваните си цели – Йокохама и Токио, и да кацнат в Китай. Бомбардирането не нанася щети на боеспособността на Япония, но е значителна показна победа на САЩ. Стартирали преждевременно, повечето от самолетите не достигат определените летища, като катастрофират (изключвайки самолет, който се приземява в СССР). Екипажите на 2 самолета са заловени от японците.

## Нападения на В-29
Ключовите вражески самолети по време на бомбардирането над Япония са В-29, които имат оперативен обхват от около 3250 морски мили (6019 км); около 90% от бомбите, хвърлени по главните японски острови, са пуснати от тези бомбардировачи. Първоначалните бомбардировки са осъществени от 20-а въздушна армия, извън територията на Китай, по време на „Операция Матерхорн“ под командването на Двадесета авиационна армия, но целта е допълнена през ноември 1942 г. от 21-во командване, базирано в Северните Мариански острови. В-29 от 20-а армия са прехвърлени към 21-во командване през пролетта на 1945 г., базирана в Гуам.
Първото нападение е извършено от ниско летящи В-29, транспортиращи запалителни бомби, които са хвърлени над Токио през нощта на 24 срещу 25 февруари 1945 г., когато 174 В-29 унищожават около 3 км² от града. След това, за да има повече разрушения из града, тактиката е променена – 279 В-29 бомбардират града през нощта на 9 срещу 10 март, като хвърлят 1700 тона бомби. Близо 41 км² от града са унищожени и около 100 000 души умират по време на пожара, повече от убитите от бомбардировките над Хирошима и Нагасаки. След бомбардирането американските военни обявяват, че умрелите са около 80 000, а ранените – 41 000 души. Около 1 млн. души губят домовете си. Токийският департамент на бедствията обявява, че загиналите са около 97 000, а ранените – 125 000 души.

## Последици
Тежката индустрия в Токио не е много засегната, но бомбите унищожават голяма част от леката промишленост в града. Бомбардировките убиват или оставят без дом много работещи във военната индустрия. Над 50% от производството в Токио е концентрирано в жилищни и търговски квартали. Бомбардировките унищожават голяма част от стария град на Токио (51%), където постройките са изградени предимно от дърво, заради големите пожари, причинени от запалителните бомби.
Императорският дворец е заобиколен от зони, унищожени от бомбардировките. Най-големи поражения понася сградата на Генералния щаб.
След ядрената бомбардировка на Хирошима и Нагасаки няколко месеца по-късно император Хирохито обявява капитулацията на Япония.
След края на войната Токио получава дял от националния бюджет за следвоенна реконструкция.